# Garðar Jóhannsson
Garðar Jóhannsson, né le 1er avril 1980, est un footballeur islandais évoluant actuellement au poste d'attaquant au Stjarnan Gardabaer.

## Biographie

### En club
Garðar Jóhannsson commence à jouer au football dans son pays natal, l'Islande, avant de rejoindre en 2006 le club norvégien du Fredrikstad FK, où il est acheté pour deux millions de NOK. Cependant, ayant déjà joué pour deux clubs différents cette année (le KR Reykjavik et le Valur Reykjavik), il doit donc attendre l'année suivante avant de pouvoir jouer un match.
C'est ainsi qu'il joue son premier match avec le Fredrikstad FK le 26 mai 2007 contre le Vålerenga Fotball, et marque par la même occasion son premier but avec son nouveau club. À compter de ce match, il devient titulaire.
Le 16 mai 2008, il réalise un match de folie contre l'Aalesunds FK, en inscrivant un doublé et délivrant deux passes décisives, pour une victoire finale 5 buts à 0. Il joue son premier match en Coupe d'Europe le 6 août 2009 contre le Lech Poznań
En 2010, le club ayant été relégué en D2, Jóhannsson est transféré au Hansa Rostock, en même temps que son compatriote Helgi Daníelsson. Il joue son premier match avec Rostock le 5 février 2010 contre le Rot-Weiss Oberhausen, et adresse une passe décisive pour Fin Bartels. Il marque ses premiers buts pour le Hansa Rostock le 4 avril 2010 contre l'Alemannia Aix-la-Chapelle.
Garðar Jóhannsson connaît de nouveau la relégation, cette fois avec Rostock, et repart en Islande, en n'ayant joué qu'une demi-saison en Allemagne. Il signe au Stjarnan Gardabaer, son club formateur, et se voit prêté un mois plus tard au Strømsgodset IF. Il joue son premier match avec le Strømsgodset IF le 13 septembre 2010 contre le Molde FK. Il marque son seul but avec le club norvégien le 24 octobre 2010 contre le Hønefoss BK. 
Il marque le premier triplé de sa carrière le 7 août 2011 contre le Thór Akureyri. Il marque un second triplé le 20 juin 2013 en Coupe d'Islande contre le FH Hafnarfjörður.
Il marque son premier but en Coupe de la Ligue islandaise le 12 mars 2013 contre l'Haukar Hafnarfjörður.

### En sélection nationale
Garðar Jóhannsson joue son premier match avec l'Islande le 18 novembre 2008 contre Malte.
Il marque son premier but en sélection nationale le 9 septembre 2009 contre la Géorgie, et marque son deuxième but le 14 novembre de la même année contre le Luxembourg.

## Palmarès
- Champion d'Islande en 2003 avec le KR Reykjavik et en 2014 avec le Stjarnan Gardabaer
- Meilleur buteur du championnat d'Islande en 2011 avec 15 buts